# Renacimiento de Harlem

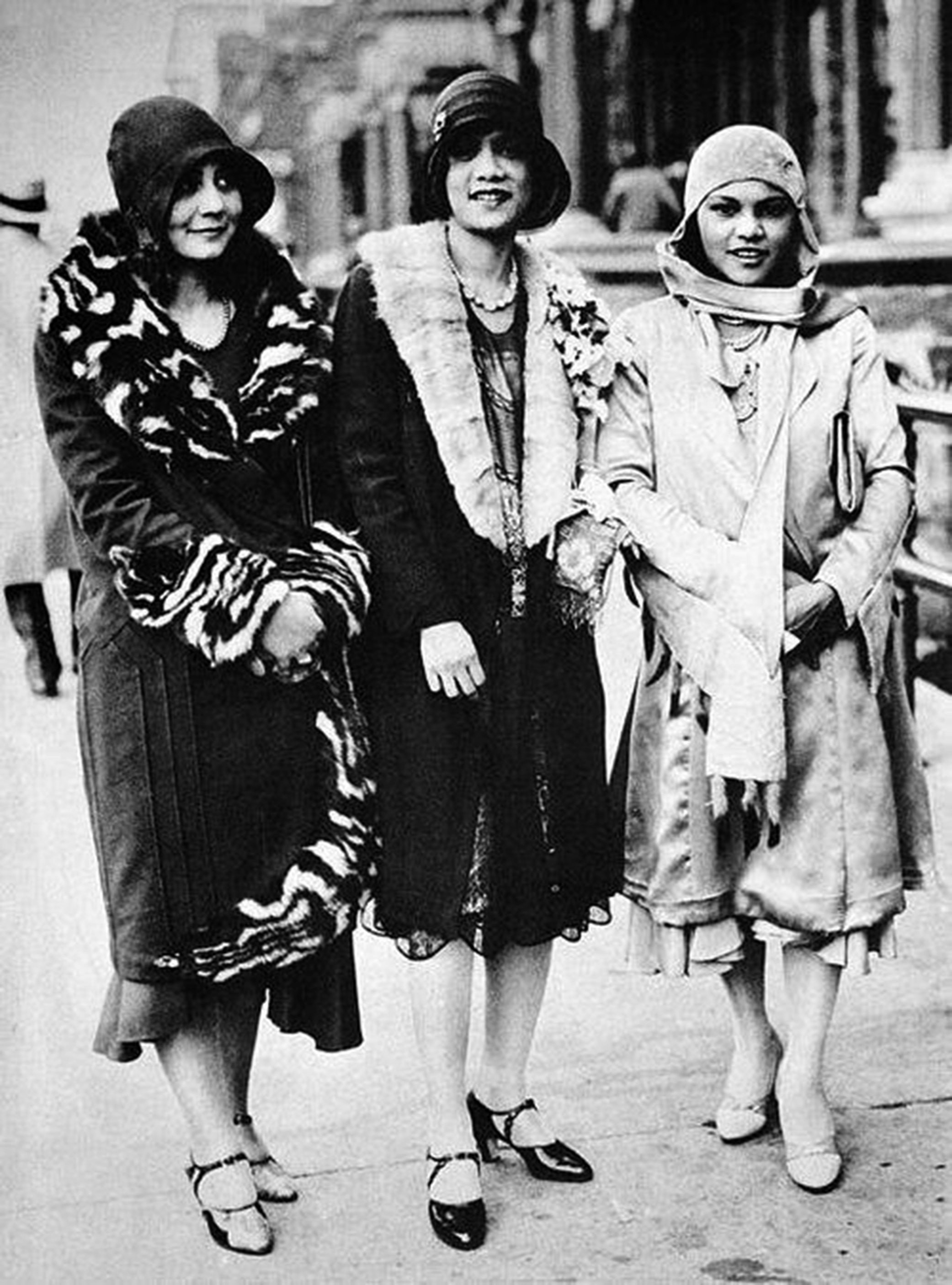
Tres mujeres afroestadounidenses, Harlem, 1925

El renacimiento de Harlem fue un renacimiento intelectual y cultural de la música, la danza, el arte, la moda, la literatura, el teatro y la política afroamericana centrado en Harlem, Manhattan, Nueva York, que se extendió durante las décadas de 1920 y 1930. En aquella época, se conocía como el "New Negro Movement", llamado así por The New Negro, una antología de 1925 editada por Alain Locke. El movimiento también incluía las nuevas expresiones culturales afroamericanas en las zonas urbanas del noreste y el medio oeste de Estados Unidos, afectadas por una renovada militancia en la lucha general por los derechos civiles de los afroamericanos que se produjo a raíz de las luchas por los derechos civiles en las entonces todavía segregadas Fuerzas Armadas de Estados Unidos en la Primera Guerra Mundial y que se inspiró además en la NAACP, el movimiento garveyista y la Revolución Rusa, junto con la Gran Migración de trabajadores afroamericanos que huían de las condiciones racistas del Sur profundo de Jim Crow, siendo Harlem el destino final del mayor número de los que emigraron al norte.
Aunque en ocasiones se dice que incluye a todo el alto Manhattan, tradicionalmente Harlem limita por el sur en East 96th Street, donde la senda de las vías de tren emerge del túnel bajo Park Avenue, y al lado de Central Park, al oeste por Morningside Heights, en 125th Street hasta el río Hudson, por el norte en 155th Street, y por el este con el río East.
Aunque se centró en el barrio de Harlem, muchos escritores negros francófonos de las colonias africanas y caribeñas que vivían en París también se vieron influidos por el movimiento, que se extendió desde aproximadamente 1918 hasta mediados de la década de 1930. El apogeo de este "florecimiento de la literatura negra", como James Weldon Johnson prefería llamar al Renacimiento de Harlem, tuvo lugar entre 1924 -cuando Opportunity: A Journal of Negro Life organizó una fiesta para escritores negros a la que asistieron muchos editores blancos- y 1929, el año del crack bursátil y el comienzo de la Gran Depresión. Se considera que el Renacimiento de Harlem supuso un renacimiento de las artes afroamericanas. Muchas personas afirmarían que el Renacimiento de Harlem nunca terminó y ha seguido siendo una importante fuerza cultural en Estados Unidos a lo largo de las décadas: desde la época del stride piano jazz y el blues hasta las épocas del bebop, el rock and roll, el soul, la música disco y el hip-hop.

## Historia
Hasta el final de la Guerra Civil, la mayoría de los afroamericanos habían sido esclavizados y vivían en el Sur. Durante la época de la Reconstrucción, los afroamericanos emancipados, los libertos, comenzaron a luchar por la participación cívica, la igualdad política y la autodeterminación económica y cultural. Poco después del final de la Guerra Civil, la Ley del Ku Klux Klan de 1871 dio lugar a discursos de congresistas afroamericanos en los que se abordaba este proyecto de ley. En 1875, dieciséis afroamericanos habían sido elegidos y servido en el Congreso y pronunciaron numerosos discursos con su recién estrenado poder civil.
La Ley del Ku Klux Klan de 1871 fue denunciada por los congresistas negros y dio lugar a la aprobación de la Ley de Derechos Civiles de 1875, parte de la legislación de la Reconstrucción por os republicanos. A mediados y finales de la década de 1870, los blancos racistas organizados en el Partido Demócrata lanzaron una campaña asesina de terrorismo racista para recuperar el poder político en todo el Sur. De 1890 a 1908, procedieron a aprobar una legislación que privaba del derecho de voto a la mayoría de los afroamericanos y a muchos blancos pobres, atrapándolos sin representación. Establecieron regímenes de supremacía blanca de segregación racial Jim Crow en el Sur y el voto en bloque de un solo partido detrás de los Demócratas del sur.
Los políticos del Partido Demócrata (muchos de ellos antiguos propietarios de esclavos y líderes políticos y militares de la Confederación) conspiraron para negar a los afroamericanos el ejercicio de sus derechos civiles y políticos aterrorizando a las comunidades negras con turbas de linchamiento y otras formas de violencia vigilante, así como instituyendo un sistema de trabajo de convictos que obligó a muchos miles de afroamericanos a realizar trabajos no remunerados en minas, plantaciones y proyectos de obras públicas como carreteras y diques. Los trabajadores convictos solían estar sometidos a formas brutales de castigo corporal, exceso de trabajo y enfermedades por las condiciones insalubres. Las tasas de mortalidad eran extraordinariamente altas Aunque un pequeño número de afroamericanos pudo adquirir tierras poco después de la Guerra Civil, la mayoría fueron explotados como aparceros Ya fuera en aparcería o en su propia superficie, la mayoría de la población negra dependía económicamente de la agricultura. Esto añadió otro impulso a la migración: La llegada del gorgojo de la cápsula. El escarabajo llegó a malgastar anualmente el 8% de la producción de algodón del país y, por tanto, afectó de forma desproporcionada a esta parte de la ciudadanía estadounidense A medida que la vida en el Sur se hacía cada vez más difícil, los afroamericanos comenzaron a emigrar al norte en gran número.
La mayoría de los futuros líderes de lo que se conocería como el movimiento del "Renacimiento de Harlem" procedían de una generación que tenía recuerdos de las ganancias y pérdidas de la Reconstrucción tras la Guerra Civil. A veces sus padres, abuelos -o ellos mismos- habían sido esclavos. En ocasiones, sus antepasados se habían beneficiado de la inversión paterna en capital cultural, incluida una educación superior a la media.
Muchos de los integrantes del Renacimiento de Harlem formaron parte de la Gran Migración de principios del siglo XX, que salió del Sur hacia los barrios afroamericanos del noreste y el medio oeste. Los afroamericanos buscaban un mejor nivel de vida y un alivio del racismo institucionalizado en el Sur. Otros eran afrodescendientes de comunidades racialmente estratificadas del Caribe que llegaron a Estados Unidos con la esperanza de una vida mejor. Lo que unió a la mayoría de ellos fue su convergencia en Harlem.

## Desarrollo
Durante la primera parte del siglo XX, Harlem fue el destino de los emigrantes de todo el país, atrayendo tanto a gente del Sur en busca de trabajo como a una clase educada que hizo de la zona un centro de cultura, así como a una creciente clase media "negra". Estas personas buscaban un nuevo comienzo en la vida y este era un buen lugar para ir. El distrito se había desarrollado originalmente en el siglo XIX como un suburbio exclusivo para las clases medias y medias altas blancas; sus acomodados comienzos llevaron al desarrollo de casas señoriales, grandes avenidas y servicios de primera clase como el Polo Grounds y la Ópera de Harlem. Durante la enorme afluencia de inmigrantes europeos a finales del siglo XIX, el otrora exclusivo distrito fue abandonado por la clase media blanca, que se trasladó más al norte.
Harlem se convirtió en un barrio afroamericano a principios del siglo XX. En 1910, varios agentes inmobiliarios afroamericanos y un grupo religioso compraron una gran manzana a lo largo de la calle 135 y la Quinta Avenida Muchos más afroamericanos llegaron durante la Primera Guerra Mundial. Debido a la guerra, la migración de trabajadores desde Europa prácticamente cesó, mientras que el esfuerzo bélico dio lugar a una demanda masiva de mano de obra industrial no cualificada. La Gran Migración llevó a cientos de miles de afroamericanos a ciudades como Chicago, Filadelfia, Detroit y Nueva York.
A pesar de la creciente popularidad de la cultura negra, el virulento racismo blanco, a menudo por parte de los inmigrantes étnicos más recientes, siguió afectando a las comunidades afroamericanas, incluso en el Norte Tras el final de la Primera Guerra Mundial, muchos soldados afroamericanos -que lucharon en unidades segregadas como los Harlem Hellfighters- volvieron a casa a una nación cuyos ciudadanos a menudo no respetaban sus logros. Durante el Verano Rojo de 1919 se produjeron disturbios raciales y otras revueltas civiles en todo EE. UU., que reflejaban la competencia económica por el empleo y la vivienda en muchas ciudades, así como las tensiones por los territorios sociales.

## Reconocimiento de la Cultura de Harlem por parte de la Opinión Pública
La primera etapa del Renacimiento de Harlem comenzó a finales de la década de 1910. En 1917 se estrenaron Granny Maumee, The Rider of Dreams, Simon the Cyrenian: Obras para un teatro negro. Estas obras, escritas por el dramaturgo blanco Ridgely Torrence, contaban con actores afroamericanos que transmitían complejas emociones y anhelos humanos. Rechazaban los estereotipos de las tradiciones de los espectáculos de negros y juglares. En 1917, James Weldon Johnson calificó los estrenos de estas obras como "el acontecimiento más importante de toda la historia del negro en el teatro estadounidense".
Otro hito se produjo en 1919, cuando el poeta comunista Claude McKay publicó su soneto militante "If We Must Die", que introdujo una dimensión dramáticamente política a los temas de la herencia cultural africana y la experiencia urbana moderna que aparecían en sus poemas de 1917 "Invocation" y "Harlem Dancer". Publicados bajo el seudónimo de Eli Edwards, fueron su primera aparición impresa en Estados Unidos tras emigrar de Jamaica[18] Aunque "If We Must Die" nunca aludió a la raza, los lectores afroamericanos escucharon su nota de desafío frente al racismo y los disturbios raciales y linchamientos que se producían entonces en todo el país. A finales de la Primera Guerra Mundial, la ficción de James Weldon Johnson y la poesía de Claude McKay describían la realidad de la vida afroamericana contemporánea en Estados Unidos.
El Renacimiento de Harlem surgió de los cambios que se habían producido en la comunidad afroamericana desde la abolición de la esclavitud, como la expansión de las comunidades en el Norte. Estos se aceleraron como consecuencia de la Primera Guerra Mundial y de los grandes cambios sociales y culturales de los Estados Unidos de principios del siglo XX. La industrialización atrajo a la gente a las ciudades desde las zonas rurales y dio lugar a una nueva cultura de masas. Los factores que contribuyeron al Renacimiento de Harlem fueron la Gran Migración de afroamericanos a las ciudades del norte, que concentró a personas ambiciosas en lugares donde podían animarse mutuamente, y la Primera Guerra Mundial, que había creado nuevas oportunidades de trabajo industrial para decenas de miles de personas. Entre los factores que condujeron al declive de esta época se encuentra la Gran Depresión.

## Literatura
En 1917 Hubert Harrison, "el padre del radicalismo de Harlem", fundó la Liberty League y The Voice, la primera organización y el primer periódico, respectivamente, del "New Negro Movement". La organización y el periódico de Harrison eran políticos, pero también hacían hincapié en las artes (su periódico tenía secciones de "Poesía para el pueblo" y de reseñas de libros). En 1927, en el Pittsburgh Courier, Harrison cuestionó la noción de renacimiento. Argumentó que la noción de "Renacimiento literario negro" pasaba por alto "la corriente de productos literarios y artísticos que habían fluido ininterrumpidamente de los escritores negros desde 1850 hasta el presente", y dijo que el llamado "renacimiento" era en gran medida una invención blanca. Por otro lado, un escritor como el de Chicago, Fenton Johnson, que comenzó a publicar a principios del siglo XX, es llamado "precursor" del renacimiento, "uno de los primeros poetas revolucionarios negros".
Sin embargo, con el Renacimiento de Harlem llegó un sentimiento de aceptación para los escritores afroamericanos; como dijo Langston Hughes, con Harlem llegó el valor de "expresar nuestro yo individual de piel oscura sin miedo ni vergüenza". "La antología de Alain Locke, The New Negro, fue considerada la piedra angular de esta revolución cultural, en la que aparecían varios escritores y poetas afroamericanos, desde los más conocidos, como Zora Neale Hurston y los comunistas Langston Hughes y Claude McKay, hasta los menos conocidos, como la poeta Anne Spencer.
Muchos poetas del Renacimiento de Harlem se inspiraron en hilos de la cultura afroamericana en sus poemas; como resultado, la poesía de jazz se desarrolló en gran medida durante esta época. "The Weary Blues" fue un notable poema de jazz escrito por Langston Hughes. A través de sus obras literarias, los autores negros fueron capaces de dar voz a la identidad afroamericana, así como de luchar por una comunidad de apoyo y aceptación.

## Religión
El cristianismo desempeñó un papel importante en el Renacimiento de Harlem. Muchos de los escritores y críticos sociales discutieron el papel del cristianismo en la vida de los afroamericanos. Por ejemplo, un famoso poema de Langston Hughes, "Madam and the Minister", refleja la temperatura y el estado de ánimo hacia la religión en el Renacimiento de Harlem El artículo de portada de la revista The Crisis de mayo de 1936 explica la importancia del cristianismo en relación con la propuesta de unión de las tres mayores iglesias metodistas de 1936. Este artículo muestra la controvertida cuestión de la unificación de estas iglesias El artículo "The Catholic Church and the Negro Priest" (La Iglesia Católica y el Sacerdote Negro), también publicado en The Crisis, en enero de 1920, demuestra los obstáculos a los que se enfrentaban los sacerdotes afroamericanos en la Iglesia Católica. El artículo se enfrenta a lo que consideraba políticas basadas en la raza que excluían a los afroamericanos de los puestos más altos de la iglesia.

## Discurso
Durante esta época de despertar intelectual afroamericano existían diversas formas de culto religioso. Aunque había actitudes racistas dentro de los ámbitos religiosos abrahámicos actuales, muchos afroamericanos siguieron presionando hacia la práctica de una doctrina más inclusiva. Por ejemplo, George Joseph MacWilliam presenta varias experiencias, durante su búsqueda hacia el sacerdocio, de rechazo por su color y raza, pero comparte su frustración en los intentos de incitar a la acción por parte de la comunidad de la revista The Crisis.
Hubo otras formas de espiritualidad practicadas entre los afroamericanos durante el Renacimiento de Harlem. Algunas de estas religiones y filosofías eran heredadas de la ascendencia africana. Por ejemplo, la religión del Islam estaba presente en África ya en el siglo VIII a través del comercio transahariano. El islam llegó a Harlem probablemente a través de la migración de los miembros del Templo de la Ciencia Morisca de América, que se estableció en 1913 en Nueva Jersey. Se practicaron varias formas de judaísmo, incluyendo el judaísmo ortodoxo, conservador y reformista, pero fueron los israelitas hebreos negros los que fundaron su sistema de creencias religiosas a principios del siglo XX en el Renacimiento de Harlem. Durante esta época se heredaron y practicaron formas tradicionales de religión adquiridas de varias partes de África. Algunos ejemplos comunes fueron el vudú y la santería.

## Crítica
La crítica religiosa durante esta época se encontraba en la música, la literatura, el arte, el teatro y la poesía. El Renacimiento de Harlem fomentó el diálogo analítico que incluía la crítica abierta y el ajuste de las ideas religiosas vigentes.
Uno de los principales contribuyentes a la discusión de la cultura renacentista afroamericana fue Aaron Douglas, quien, con sus obras de arte, también reflejó las revisiones que los afroamericanos hacían del dogma cristiano. Douglas utiliza la imaginería bíblica como inspiración para varias obras de arte, pero con el giro rebelde de la influencia africana.
El poema "Heritage" de Countee Cullen expresa la lucha interior de un afroamericano entre su herencia africana del pasado y la nueva cultura cristiana Una crítica más severa a la religión cristiana puede encontrarse en el poema "Merry Christmas" de Langston Hughes, donde expone la ironía de la religión como símbolo del bien y, sin embargo, fuerza de opresión e injusticia.

## Música
Durante el Renacimiento de Harlem se creó una nueva forma de tocar el piano llamada estilo Harlem Stride, que ayudó a difuminar las líneas entre los afroamericanos pobres y los afroamericanos de élite social. La banda de jazz tradicional estaba compuesta principalmente por instrumentos de metal y se consideraba un símbolo del sur, pero el piano se consideraba un instrumento de los ricos. Con esta modificación instrumental del género existente, los afroamericanos ricos tenían ahora más acceso a la música de jazz. Su popularidad no tardó en extenderse por todo el país y, en consecuencia, alcanzó su máximo nivel.
La innovación y la vivacidad eran características importantes de los intérpretes en los inicios del jazz. Intérpretes y compositores de jazz de la época, como Eubie Blake, Noble Sissle, Jelly Roll Morton, Luckey Roberts, James P. Johnson, Willie "The Lion" Smith, Andy Razaf, Fats Waller, Ethel Waters, Adelaide Hall, Florence Mills y los directores de orquesta Duke Ellington, Louis Armstrong y Fletcher Henderson, eran extremadamente talentosos, hábiles, competitivos e inspiradores. Todavía se considera que sentaron gran parte de las bases para los futuros músicos de su género.
Duke Ellington ganó popularidad durante el Renacimiento de Harlem. Según Charles Garrett, "el retrato resultante de Ellington revela que no sólo es el talentoso compositor, director de banda y músico que hemos llegado a conocer, sino también una persona terrenal con deseos básicos, debilidades y excentricidades" Ellington no dejó que su popularidad le afectara. Mantenía la calma y se centraba en su música.
Durante este periodo, el estilo musical de los negros era cada vez más atractivo para los blancos. Los novelistas, dramaturgos y compositores blancos empezaron a explotar las tendencias musicales y los temas de los afroamericanos en sus obras. Los compositores (como William Grant Still, William L. Dawson y Florence Price) utilizaban poemas escritos por poetas afroamericanos en sus canciones, e implementaban los ritmos, las armonías y las melodías de la música afroamericana -como el blues, los espirituales y el jazz- en sus piezas de concierto. Los afroamericanos comenzaron a fusionarse con los blancos en el mundo clásico de la composición musical. El primer hombre afroamericano que obtuvo un amplio reconocimiento como concertista tanto en su región como a nivel internacional fue Roland Hayes. Se formó con Arthur Calhoun en Chattanooga y en la Universidad Fisk de Nashville. Posteriormente, estudió con Arthur Hubbard en Boston y con George Henschel y Amanda Ira Aldridge en Londres, Inglaterra. Comenzó a cantar en público cuando era estudiante, y realizó una gira con los Fisk Jubilee Singers en 1911.

## Teatro Musical

Cartel de Run, Little Chillun

Según James Vernon Hatch y Leo Hamalian, la reseña Run, Little Chillun está considerada como uno de los dramas musicales más exitosos del Renacimiento de Harlem.

## Moda
Durante el Renacimiento de Harlem, la vestimenta de los negros dio un giro dramático respecto a lo primitivo y correcto. Muchas jóvenes prefirieron pasar de las faldas cortas y las medias de seda a los vestidos de cintura caída y los sombreros cloche. Las mujeres llevaban prendas holgadas y se adornaban con collares de perlas de hilo largo, boas de plumas y pitillos. La moda del Renacimiento de Harlem se utilizaba para transmitir elegancia y extravagancia y debía crearse teniendo en cuenta el vibrante estilo de baile de los años 20. En la década de 1930 se hizo popular una boina de moda, recortada en forma de huevo.
Los hombres llevaban trajes holgados que condujeron al estilo posterior conocido como "Zoot", que consistía en pantalones de pata ancha y cintura alta, y un abrigo largo con hombros acolchados y solapas anchas. Los hombres también llevaban sombreros de ala ancha, calcetines de colores, guantes blancos y abrigos Chesterfield con cuello de terciopelo. Durante este periodo, los afroamericanos expresaron su respeto por su herencia a través de la moda de los abrigos de piel de leopardo, indicando el poder del animal africano.
La bailarina negra de extraordinario éxito Joséphine Baker, aunque actuaba en París durante el apogeo del Renacimiento, fue una importante creadora de tendencias de moda para las mujeres negras y blancas por igual. Sus vestidos del modisto Jean Patou fueron muy copiados, especialmente sus trajes de escena, que la revista Vogue calificó de "sorprendentes". A Joséphine Baker también se le atribuye el mérito de haber puesto de relieve la era de la moda "art déco" tras haber interpretado la "Danse Sauvage". Durante esta actuación en París lució una falda hecha de cuerda y plátanos artificiales. Ethel Moses fue otra popular intérprete negra, Moses protagonizó películas mudas en los años 20 y 30 y era reconocible por su característico peinado bob.

## Características y temas

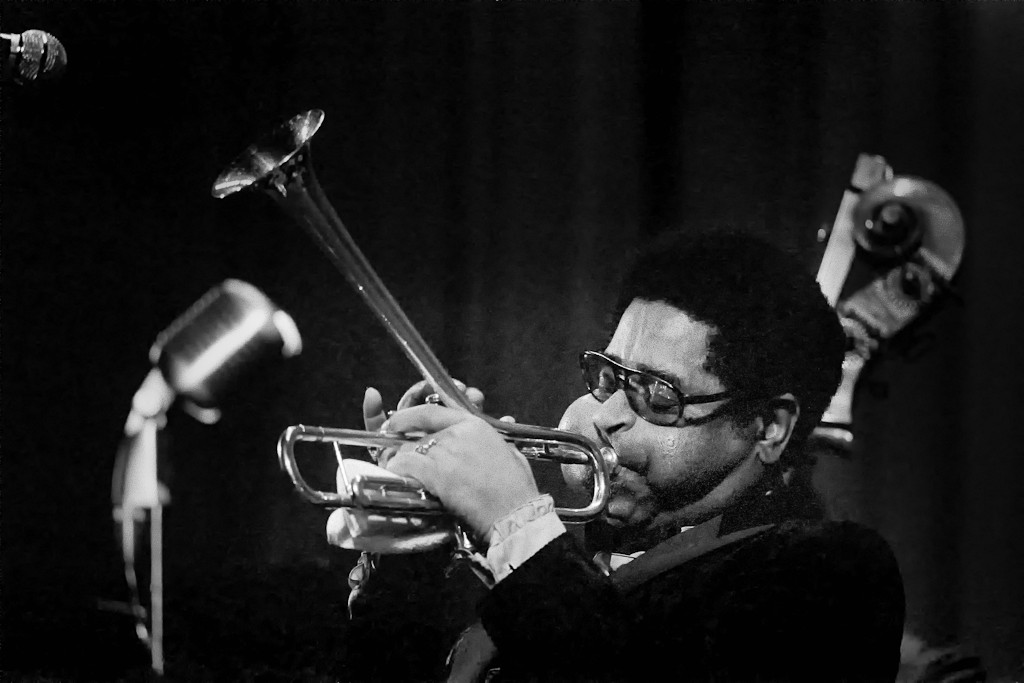
Dizzy Gillespie

El trompetista Dizzy Gillespie es el emblema de la mezcla de sociedad de clase alta, arte popular y virtuosismo del jazz.
El Renacimiento de Harlem se caracterizó por un manifiesto orgullo racial que llegó a representarse en la idea del Nuevo Negro, que a través del intelecto y la producción de literatura, arte y música podía desafiar el racismo y los estereotipos imperantes para promover una política progresista o socialista y la integración racial y social. La creación de arte y literatura serviría para "elevar" la raza.
No habría una forma unificadora que caracterizara singularmente el arte surgido del Renacimiento de Harlem. Más bien abarcó una gran variedad de elementos y estilos culturales, incluyendo una perspectiva panafricana, "alta cultura" y "baja cultura" o "vida baja", desde la forma tradicional de la música hasta el blues y el jazz, formas tradicionales y nuevas formas experimentales en la literatura como el modernismo y la nueva forma de poesía del jazz. Esta dualidad hizo que numerosos artistas afroamericanos entraran en conflicto con los conservadores de la intelligentsia negra, que se oponían a ciertas representaciones de la vida de los negros.
Algunos de los temas comunes representados durante el Renacimiento de Harlem fueron la influencia de la experiencia de la esclavitud y de las tradiciones populares afroamericanas emergentes en la identidad negra, los efectos del racismo institucional, los dilemas inherentes a la actuación y la escritura para el público blanco de élite, y la cuestión de cómo transmitir la experiencia de la vida negra moderna en el norte urbano.
El Renacimiento de Harlem tuvo una participación principalmente afroamericana. Se basó en un sistema de apoyo de mecenas negros, negocios y publicaciones de propiedad negra. Sin embargo, también dependió del mecenazgo de estadounidenses blancos, como Carl Van Vechten y Charlotte Osgood Mason, que proporcionaron diversas formas de ayuda, abriendo puertas que de otro modo habrían permanecido cerradas a la publicación de obras fuera de la comunidad negra estadounidense. Este apoyo a menudo adoptó la forma de mecenazgo o de publicación. Carl Van Vechten fue uno de los estadounidenses blancos más notables que participaron en el Renacimiento de Harlem. Permitió la ayuda a la comunidad negra estadounidense porque quería la igualdad racial.
Había otros blancos interesados en las llamadas culturas "primitivas", como muchos blancos veían la cultura negra estadounidense en aquella época, y querían ver ese "primitivismo" en las obras que surgían del Renacimiento de Harlem. Como ocurre con la mayoría de las modas, algunas personas pueden haber sido explotadas en la carrera por la publicidad.
El interés por las vidas afroamericanas también generó trabajos de colaboración experimentales pero duraderos, como las producciones totalmente negras de la ópera Porgy and Bess, de George Gershwin, y Cuatro santos en tres actos, de Virgil Thomson y Gertrude Stein. En ambas producciones, la directora coral Eva Jessye formó parte del equipo creativo. Su coro apareció en Four Saints. El mundo de la música también encontró a los directores de orquesta blancos que desafiaban las actitudes racistas para incluir en sus producciones a las mejores y más brillantes estrellas afroamericanas de la música y la canción en sus producciones..
Los afroamericanos utilizaron el arte para demostrar su humanidad y exigir la igualdad. El Renacimiento de Harlem hizo que los negros tuvieran más oportunidades de ser publicados por las grandes casas. Muchos autores comenzaron a publicar novelas, revistas y periódicos durante esta época. La nueva ficción atrajo una gran atención de la nación en general. Entre los autores que llegaron a ser conocidos a nivel nacional están Jean Toomer, Jessie Fauset, Claude McKay, Zora Neale Hurston, James Weldon Johnson, Alain Locke, Omar Al Amiri, Eric D. Walrond y Langston Hughes.
Richard Bruce Nugent (1906-1987), autor de "Smoke, Lilies, and Jade", es una contribución importante, especialmente en relación con la forma experimental y los temas LGBT del periodo.
El Renacimiento de Harlem contribuyó a sentar las bases del movimiento de protesta posterior a la Segunda Guerra Mundial del Movimiento por los Derechos Civiles. Además, muchos artistas negros que alcanzaron la madurez creativa después se inspiraron en este movimiento literario.
El Renacimiento fue más que un movimiento literario o artístico, ya que poseía un cierto desarrollo sociológico -sobre todo a través de una nueva conciencia racial- a través del orgullo étnico, como se vio en el movimiento Back to Africa liderado por el jamaicano Marcus Garvey. Al mismo tiempo, una expresión diferente de orgullo étnico, promovida por W. E. B. Du Bois, introdujo la noción del "décimo talentoso". Du Bois escribió sobre la Décima de Talento:
La raza negra, como todas las razas, va a ser salvada por sus hombres excepcionales. El problema de la educación, entonces, entre los negros debe ocuparse en primer lugar de la Décima de Talentos; es el problema de desarrollar lo mejor de esta raza para que puedan guiar a la masa lejos de la contaminación y la muerte de lo peor.
Estos "décimos con talento" eran considerados los mejores ejemplos de la valía de los negros americanos como respuesta al racismo rampante de la época. No se asignó un liderazgo concreto a la décima con talento, pero sí se les debía emular. Tanto en la literatura como en la discusión popular, se introdujeron ideas complejas como el concepto de Du Bois de "twoness" (dualismo) (véase The Souls of Black Folk; 1903) Du Bois exploró una conciencia dividida de la propia identidad que era una crítica única de las ramificaciones sociales de la conciencia racial. Esta exploración se reavivó posteriormente durante el movimiento del Orgullo Negro de principios de la década de 1970.

## Influencia
El Renacimiento de Harlem tuvo éxito porque situó la experiencia negra claramente dentro del corpus de la historia cultural estadounidense. No sólo a través de una explosión cultural, sino a nivel sociológico, el legado del Renacimiento de Harlem redefinió la forma en que Estados Unidos, y el mundo, veían a los afroamericanos. La migración de los negros del sur al norte cambió la imagen del afroamericano, que pasó de ser un campesino rural y poco educado a uno de sofisticación urbana y cosmopolita. Esta nueva identidad condujo a una mayor conciencia social, y los afroamericanos se convirtieron en protagonistas de la escena mundial, ampliando los contactos intelectuales y sociales a nivel internacional.
El progreso -tanto simbólico como real- durante este periodo se convirtió en un punto de referencia a partir del cual la comunidad afroamericana adquirió un espíritu de autodeterminación que proporcionó un sentido creciente tanto de urbanidad como de militancia negra, así como una base para que la comunidad participara en las luchas por los derechos civiles en las décadas de 1950 y 1960.
El entorno urbano de Harlem, en rápido desarrollo, proporcionó un lugar para que los afroamericanos de todos los orígenes apreciaran la variedad de la vida y la cultura negras. A través de esta expresión, el Renacimiento de Harlem fomentó la nueva apreciación de las raíces y la cultura populares. Por ejemplo, los materiales folclóricos y los espirituales proporcionaron una rica fuente para la imaginación artística e intelectual, que liberó a los negros del establecimiento de la condición pasada. Al compartir estas experiencias culturales, surgió una conciencia en forma de identidad racial unida.
Sin embargo, algunos grupos del Renacimiento de Harlem se vieron presionados a adoptar los sentimientos de la América blanca conservadora para ser tomados en serio por la corriente principal. El resultado fue que la cultura queer, si bien era mucho más aceptada en Harlem que en la mayoría de los lugares del país en aquella época, se vivía más plenamente en las luces oscuras y humeantes de los bares, los clubes nocturnos y los cabarets de la ciudad[]. Fue en estos lugares donde se produjo el auge de la escena musical del blues, y como aún no había obtenido el reconocimiento dentro de la cultura popular, los artistas queer lo utilizaron como una forma de expresarse honestamente.
Aunque había facciones dentro del Renacimiento que aceptaban la cultura/estilos de vida queer, uno podía ser arrestado por participar en actos homosexuales. Muchas personas, como la escritora Alice Dunbar Nelson y la "madre del blues" Gertrude "Ma" Rainey, tenían maridos pero también estaban vinculadas sentimentalmente a otras mujeres.
Ma Rainey era conocida por vestirse con ropa tradicionalmente masculina y sus letras de blues a menudo reflejaban sus inclinaciones sexuales hacia las mujeres, lo que era extremadamente radical en la época. Ma Rainey fue también la primera persona que introdujo la música de blues en el vodevil La protegida de Rainey, Bessie Smith, fue otra artista que utilizó el blues como forma de expresarse con frases como "Cuando veas a dos mujeres caminando de la mano, míralas y trata de entenderlas: Irán a esas fiestas -con las luces bajas- sólo a esas fiestas donde pueden ir las mujeres".
Otra destacada cantante de blues fue Gladys Bentley, que era conocida por travestirse. Bentley era la propietaria del club Clam House, en la calle 133 de Harlem, que era un centro para clientes maricas. El Hamilton Lodge de Harlem organizaba un baile drag anual que atraía a miles de personas que acudían a bailar toda la noche vestidos de mujer. Aunque había refugios seguros dentro de Harlem, había voces destacadas, como la del ministro de la Iglesia Bautista Abisinia, Adam Clayton, que hacían una campaña activa contra la homosexualidad.
El Renacimiento de Harlem dio origen a la idea del New Negro. El movimiento The New Negro fue un esfuerzo por definir lo que significaba ser afroamericano por parte de los afroamericanos, en lugar de dejar que lo hicieran los estereotipos degradantes y las caricaturas que se encontraban en las prácticas juglarescas de los negros. También existió el movimiento The Neo-New Negro, que no sólo desafió las definiciones y estereotipos raciales, sino que también trató de cuestionar los roles de género, la sexualidad normativa y el sexismo en Estados Unidos en general. En este sentido, el Renacimiento de Harlem se adelantó mucho al resto de Estados Unidos en cuanto a la adopción del feminismo y la cultura queer.
Estos ideales recibieron algunos contratiempos, ya que la libertad de la sexualidad, sobre todo en lo que respecta a las mujeres (que durante la época en Harlem se conocía como mujeres amantes de las mujeres), se consideraba que confirmaba el estereotipo de que las mujeres negras eran flojas y carecían de discernimiento sexual. La burguesía negra consideraba que esto obstaculizaba la causa de los negros en Estados Unidos y echaba leña al fuego de los sentimientos racistas en todo el país. Sin embargo, a pesar de todos los esfuerzos realizados por ambos sectores de la América blanca y negra conservadora, la cultura y los artistas queer definieron gran parte no sólo del Renacimiento de Harlem, sino que también definen gran parte de nuestra cultura actual. El autor de "The Black Man's Burden", Henry Louis Gates Jr. escribió que el Renacimiento de Harlem "era seguramente tan gay como negro".

## Críticas al movimiento
Muchos críticos señalan que el Renacimiento de Harlem no pudo escapar de su historia y su cultura en su intento de crear una nueva, o separarse suficientemente de los elementos fundacionales de la cultura blanca y europea. A menudo, los intelectuales de Harlem, al tiempo que proclamaban una nueva conciencia racial, recurrían al mimetismo con sus homólogos blancos adoptando su ropa, sus modales sofisticados y su etiqueta. Este "mimetismo" también puede llamarse asimilación, ya que eso es lo que suelen hacer los miembros minoritarios de cualquier construcción social para adaptarse a las normas sociales creadas por la mayoría de esa construcción. Esto podría considerarse una razón por la que los productos artísticos y culturales del Renacimiento de Harlem no superaron la presencia de los valores blanco-americanos, y no rechazaron estos valores. En este sentido, la creación del "nuevo negro", tal y como buscaban los intelectuales de Harlem, se consideró un éxito.
El Renacimiento de Harlem atrajo a un público mixto. La literatura atraía a la clase media afroamericana y a los blancos. Revistas como The Crisis, una revista mensual de la NAACP, y Opportunity, una publicación oficial de la National Urban League, empleaban a escritores del Renacimiento de Harlem en sus redacciones; publicaban poesía y relatos cortos de escritores negros; y promocionaban la literatura afroamericana mediante artículos, reseñas y premios literarios anuales. Sin embargo, a pesar de la importancia de estos medios literarios, el Renacimiento dependía en gran medida de las editoriales blancas y de las revistas de propiedad blanca.
Uno de los principales logros del Renacimiento fue abrir la puerta a las principales publicaciones periódicas y editoriales blancas, aunque la relación entre los escritores del Renacimiento y los editores y el público blancos creó cierta controversia. W. E. B. Du Bois no se opuso a la relación entre los escritores negros y los editores blancos, pero criticó obras como la novela de Claude McKay Home to Harlem (1928), que fue un éxito de ventas, por apelar a las "exigencias lascivas" de los lectores y editores blancos en cuanto a la representación del "libertinaje" negro.
Langston Hughes habló en nombre de la mayoría de los escritores y artistas cuando escribió en su ensayo "The Negro Artist and the Racial Mountain" (1926) que los artistas negros pretendían expresarse libremente, sin importar lo que pensara el público negro o el público blanco Hughes en sus escritos también volvió al tema del paso racial, pero durante el Renacimiento de Harlem, comenzó a explorar el tema de la homosexualidad y la homofobia. Comenzó a utilizar un lenguaje perturbador en sus escritos. Exploró este tema porque era un tema que durante esta época no se discutía.
Los músicos y escritores afroamericanos también se encontraban entre un público mixto, ya que habían experimentado resultados positivos y negativos a lo largo del New Negro Movement. Para los músicos, los cabarets y clubes nocturnos de Harlem, Nueva York, iluminaron a los artistas negros y permitieron a los residentes negros disfrutar de la música y el baile. Sin embargo, algunos de los clubes más populares (que mostraban a los músicos negros) eran exclusivamente para el público blanco; uno de los clubes nocturnos más famosos de Harlem para blancos era el Cotton Club, en el que actuaban con frecuencia músicos negros populares como Duke Ellington A la larga, los músicos negros que actuaban en estos clubes para blancos tuvieron mucho más éxito y se convirtieron en parte de la escena musical dominante y se convirtieron en parte de la escena musical dominante.
Del mismo modo, los escritores negros tuvieron la oportunidad de brillar una vez que el New Negro Movement cobró fuerza, ya que los relatos cortos, las novelas y los poemas de los autores negros empezaron a tomar forma y a aparecer en diversas publicaciones impresas en las décadas de 1910 y 1920. Aunque aparentemente era una buena forma de establecer sus identidades y su cultura, muchos autores señalan lo difícil que era que alguna de sus obras llegara realmente a alguna parte. El escritor Charles Chesnutt en 1877, por ejemplo, señala que no había ninguna indicación de su raza junto a su publicación en Atlantic Monthly (a petición del editor).
Un factor destacado en la lucha de los New Negro fue que su obra se había hecho pasar por "diferente" o "exótica" para el público blanco, lo que hizo que los escritores negros tuvieran que apelar a ellos y competir entre sí para dar a conocer su obra. El famoso autor y poeta negro Langston Hughes explicó que las obras de autoría negra se colocaban de forma similar a las de origen oriental o extranjero, y sólo se utilizaban ocasionalmente en comparación con sus homólogas de origen blanco: una vez que se "ocupaba" un lugar para una obra negra, los autores negros tenían que buscar otros lugares para publicar.
Ciertos aspectos del Renacimiento de Harlem fueron aceptados sin debate y sin escrutinio. Uno de ellos era el futuro del "nuevo negro". Los artistas e intelectuales del Renacimiento de Harlem se hicieron eco del progresismo estadounidense en su fe en la reforma democrática, en su creencia en el arte y la literatura como agentes de cambio y en su creencia casi acrítica en sí mismos y en su futuro. Esta visión progresista del mundo hizo que los intelectuales negros -al igual que sus homólogos blancos- no estuvieran preparados para el duro choque de la Gran Depresión, y el Renacimiento de Harlem terminó abruptamente debido a las ingenuas suposiciones sobre la centralidad de la cultura, sin relación con las realidades económicas y sociales.